# Os bru europeu
L'os bru europeu (Ursus arctos arctos), també anomenat os bru euroasiàtic, és una subespècie de l'os bru (Ursus arctos) pròpia d'Europa i Sibèria occidental. La seva distribució va des de la península ibèrica, al sud-oest, fins a Escandinàvia, al Nord, i Rússia, fins al riu Ienissei, a l'Est.

## Descripció

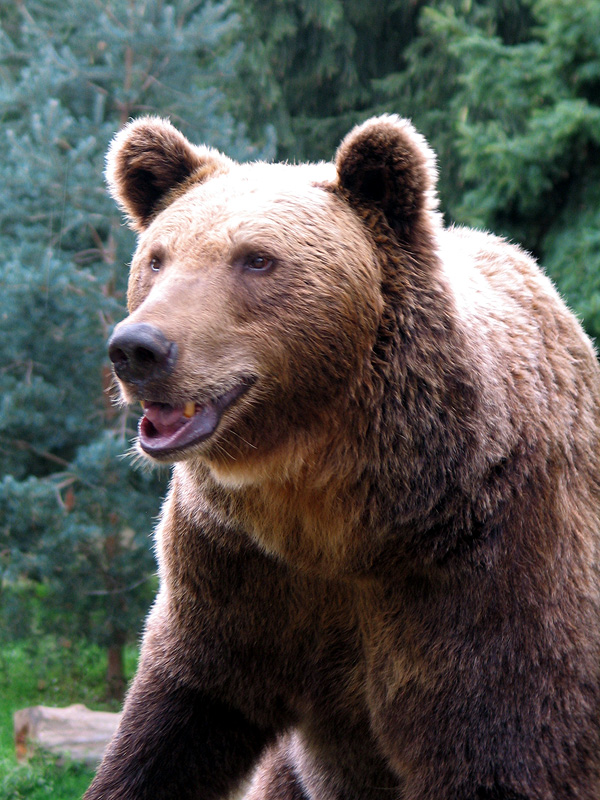
Exemplar del Parc animalier des Pyrénées. 2005.

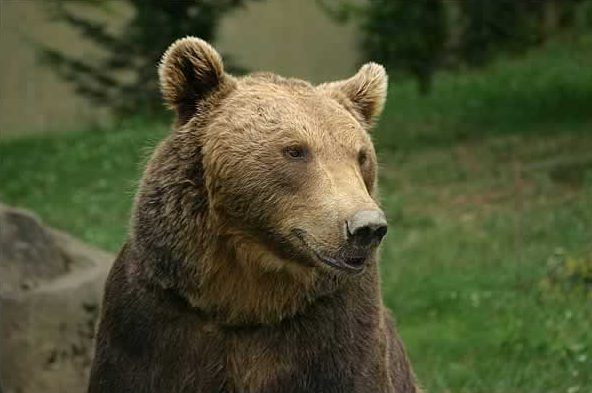
Exemplar a la Vall d'Asp.

És un habitant característic de boscos madurs d'Euràsia occidental, en hàbitats boscosos a la zona occidental i en hàbitats de taigà i tundra en l'oriental. La seva longevitat és de vint-i-cinc a trenta anys. Els màxims coneguts són de trenta-quatre anys en estat silvestre i de quaranta-set en captivitat. Als Pirineus es va constatar que un os al que se l'anominava «Papillón» comptava amb vint-i-nou anys quan va morir. Encara que s'ha constatat que algun exemplar ha aconseguit els trenta-quatre anys, el normal és que visquin entre vint i vint-i-cinc anys. Solen tenir una llargada d'entre 120 i 210 cm del musell a la base de la cua, i una altura a la creu de 1,1 a 1,3 m. El pes varia segons l’hàbitat i l’època de l'any. Els mascles adults pesen de mitjana 250 a 300 kg, però s'ha registrat un pes màxim de 481 kg, el pes de les femelles oscil·la dins del rang típic de 150 a 250 kg.
El color de la pell pot variar molt d'un individu a un altre, amb tonalitats que van des del marró molt fosc, gairebé negre, fins al daurat clar, passant per diverses gammes de grisos. Les cries solen presentar un collaret blanquinós més o menys ampli al voltant del coll, marca que habitualment desapareix a partir de la primera muda a l'any d'edat, tot i que pot quedar-ne alguna resta en els adults. El pelatge és dens en diversos graus i el pel pot créixer fins a 10 cm de longitud. Es renova una vegada a l'any, en l'època estival
La visió no la té molt desenvolupada comparada amb altres sentits, encara que pot veure en color durant la nit. A llarga distància reconeixen formes però no detalls, i detecten molt millor animals o objectes en moviment que immòbils. En algunes situacions poden alçar-se sobre les seves potes posteriors per augmentar el seu camp de visió. La seva oïda és extremadament aguda i desenvolupada igual que l'olfacte que és excel·lent, finíssim i, sens dubte, el seu sentit més desenvolupat i el que més els ajuda en la seva vida quotidiana. Gràcies a ell poden detectar a llarga distància moltes de les seves fonts d'aliment i també l'estat sexual d'altres exemplars durant l'època de zel.
Les seves mandíbules tenen de trenta-sis a trenta-vuit dents, entre les quals destaquen quatre canins, o ullals, punxeguts i robusts com els d'altres carnívors. No obstant això, la presència d'incisius aptes per tallar herba i tiges, i de molars amplis i aplanats capaços de triturar aliments d'origen vegetal, fan que la dentadura d'aquest carnívor estigui perfectament adaptada a un règim omnívor.

## Genètica
La diversitat genètica dels ossos bruns actuals (Ursus arctos) s'ha estudiat extensament al llarg dels anys i sembla que està estructurada geogràficament en cinc clades principals basats en l'anàlisi de l'ADN mitocondrial. Els investigadors han descobert que el clade de l’os bru euroasiàtic es va separar fa uns 850.000 anys.
Se suposa que durant l'era glacial del Plistocè feia massa fred perquè l'os bru pogués sobreviure a Europa excepte en tres llocs: Rússia, la península ibèrica i els Balcans Així, en el continent europeu existeixen dues línies genètiques: l'oriental i l'occidental. Aquesta última al seu torn està subdividida en dues subpoblacions genèticament diferenciades per haver-se refugiat durant la glaciació de Würm, una en el denominat «refugi ibèric», i l'altra en el «refugi balcànic».
Actualment hi ha poblacions viables a l'àrea de distribució de la línia genètica oriental: Rússia, Estònia, Letònia, Polònia, Eslovàquia, Romania i Ucraïna (aquestes quatre últimes localitzades en els Carpats) i en la península escandinava a Suècia, Finlàndia i Rússia.
De les poblacions de la línia genètica occidental tan sols la del refugi balcànic té viabilitat a llarg termini i es localitza als països de l'antiga Iugoslàvia, Albània i les zones frontereres d'Àustria i Itàlia. Al Tirol (Àustria central) i al Trentino (Alps italians) s'han dut a terme sengles projectes per a la reintroducció de l'espècie.
En el refugi ibèric, les poblacions pertanyents a aquesta mateixa línia genètica, que alguns autors consideren com una sub-espècie apart (Ursus arctos pyrenaicus), avui dia es localitzen en la serralada Cantàbrica, els Pirineus i, execepcionalment, al sud de la península escandinava. Estan en un estat de conservació molt precari, però la situació no és la mateixa a tot arreu.
A la serralada cantàbrica, gràcies en bona part al treball dut a terme per entitats conservacionistes com la Fundació Oso Pardo, el FAPAS o la FOA, la situació de l'os bru cantàbric és més favorable i ha millorat de forma sostinguda en els darrers anys.
Als Pirineus, la població d'ossos s'havia vist abocada a l'extinció local per la caça i els enverinaments, restant a finals dels anys noranta un minúscul nombre d'exemplars autòctons mascles. Però el govern francès va impulsar dos projectes de reintroducció de l'os a Pirineus, amb la intenció de recuperar l'espècie, per al qual ha comptat amb financiamente de la Unió Europea (Programa Life) i la col·laboració del govern espanyol i de les administracions autonòmiques frontereres (especialment Catalunya i Navarra). Els seus esforços, centrats en la introducció d'exemplars provinents d'Eslovènia, estan començant a donar fruits, per bé que encara s'està lluny d'assolir una població viable. Tot i que el projecte ha suposat la restauració en el medi pirenaic d'aquesta espècie endèmica, no s'ha estat a temps d'evitar la desaparició de les particularitats genètiques d'aquesta població relicta.
Pel que fa als ossos del sud d'Escandinàvia, les investigacions genètiques apunten a que probablement provenen de poblacions que s'havien refugiat en la península ibèrica i que es van estendre fins al sud de la península escandinava després de la darrera era glacial. Igual com ha passat amb l'os als pirineus, avui dia es tem per la desaparició d'aquest llinatge, doncs aquesta població ha entrat en contacte i s'està creuant amb la línia genètica oriental, molt més abundant i que s'hauria estès pel nord d'Escandinàvia en el mateix període post-glacial.

## Estatus poblacional
El rang de l’os bru s’ha reduït, amb extincions parcials en tota la seva distribució, coincidint amb les zones més humanitzades i amb les poblacions en més alt risc d'extinció. Tanmateix, la Unió Internacional per a la Conservació de la Natura (UICN) considera en la seva Llista Vermella d'espècies amenaçades que el seu estat de conservació en conjunt és de Risc Mínim (Least Concern), amb una població total d’uns 200.000 exemplars a tot el món.
A Russia és el país del món amb la major població d'ossos bruns. Es considera que n'hi ha més de 100.000, però a més de l'os bru euroasiàtic, en aquesta xifra també s'hi inclouen bona part de les xifres d'altres subespècies, com són: l'os bru siberià, l'os bru de Kamtxatka i l'os bru de l'Ussuri.
La població d’os bru euroasiàtic més nombrosa es troba a Rússia, als grans boscos siberians, a l'est de la serralada dels Urals; on ara s’ha recuperat d’un mínim històric causat per la caça intensiva. Aquesta subespècie també és present en un nombre menor al Caucas (l'os del Caucas abans es creia que era pertanyent a la subespècie d'os bru del Caucas) i en parts de l’Àsia central (antics estats soviètics, especialment al Kazakhstan).
A Europa continental, s'estima la presència de més de 16.000 individus, en 22 estats. Les principals regions serien la serralada dels Carpats (uns 8.000), Escandinàvia (uns 5.000), i els Balcans (uns 3.600).
Per estats, les poblacions europees actuals estimades serien les següents:
- Espanya-França
  - Serralada Cantàbrica: 350 (occidental 300, oriental 50)[8]
  - Pirineus: 50 (en comú amb França) 5 a la zona occidental i uns 45 a la zona central[9]
- Itàlia
  - Alps: 45-50[5]
  - Apenins: 50-85
- Eslovènia 700
- Eslovàquia 1.200[10]
- Croàcia 400
- Bòsnia i Hercegovina 1.195
- Sèrbia 180
- Montenegro 250
- Macedònia del Nord 90
- Albània 500
- Grècia
  - Est: 15-20
  - Oest: 95-110
- Bulgària 700
- Romania 6.000
- Àustria
  - Central: aquesta població es considera extingida[11]
  - Sud: 10-12

- República Txeca 2-3
- Noruega 100
- Suècia 3.000
- Finlàndia 2.000
- Estònia 1.000[12]
- Letònia 20-40
- Polònia 80
- Belarús 120-250
- Ucraïna 400-900
- Alemanya 1 caçat legalment[13]
- Suïssa 2, un d'ells mort legalment[14]

## Reproducció
Els ossos aconsegueixen la maduresa sexual entre els tres i els cinc anys, són polígams i el seu zel té lloc entre maig i juliol. En les femelles, la còpula provoca l'ovulació —en llenguatge tècnic es diu «ovulació induïda»—, la qual cosa incrementa les seves possibilitats de quedar prenyades. La implantació és diferida, és a dir, l'òvul fecundat flota lliurement dins l'úter i no s'implanta fins a la tardor; només llavors comença la veritable gestació, que dura uns dos mesos. En plena hibernació, entre els mesos de desembre i gener, i en la seguretat de la ossera, la femella pareix d'una a tres cries, excepcionalment quatre, que pesen en néixer tan sols uns 350 g. És també en aquest període quan les osses comencen a criar els seus ossalls, que arribaran als 20-25 kg en complir el seu primer any de vida. Viuen amb la mare aproximadament un any i mig. L'interval entre dos parts és, almenys, de dos anys.

## Alimentació
Els ossos són omnívors: a la primavera i tardor la seva alimentació és sobretot vegetal, però també aprecien les carronyes. El seu aliment preferit són els ruscs de mel. A més, cacen petits vertebrats i insectes. Únicament alguns individus s'especialitzen en la captura de grans preses, a vegades animals domèstics, el que ocasiona molt sovint conflictes de cohabitació amb l'ésser humà.

## Costums
Els ossos passen l'hivern en els seus caus, en els quals dormen amb un somni entretallat, sense variacions en la seva temperatura corporal.
Les femelles solen moure's per àrees d'algunes desenes de quilòmetres quadrats que utilitzen de forma intensa. Per contra, els mascles tenen grans àrees de campeig, que engloben les de diverses femelles. Un mascle adult radiomarcat a l'actual Parc Regional de Riaño (León) es va moure durant quatre anys per una extensió de 2.447 km². La qualitat de l'hàbitat té una notable influència sobre l'extensió de l'àrea de campeig. Els exemplars que viuen en els boscos boreals de coníferes —molt menys productius que els boscos caducifolis temperats del cantàbric— tenen àrees de campeig molt més grans. Per exemple, els mascles estudiats a Suècia i Noruega es mouen per extensions de 5.430 km² de mitjana, mentre que les femelles ho fan en àrees mitjanes de 345 km².
Pel que fa als hàbitats que ocupen, prefereixen les rouredes, fagedes i boscos de bedolls, però també campegen per les formacions arbustives, els matollars i els roquissars.

## Amenaces
Les amenaces a les quals s'enfronten són variades i totes provocades directament o indirecta per l'home: canvi climàtic, destrucció de l'hàbitat, caça furtiva, caça accidental (amb llaços) i augment de la pressió sobre l'hàbitat.

## Com detectar la seva presència
Les petjades de l'os bru, diferents si es tracten de les plantes dels peus o de les mans, són inconfusibles: grans, amples i on apareixen marcades amb claredat les llargues ungles i els dits. Els experts poden detectar així mateix la presència de l'os per les marques d'ungles en els troncs dels arbres, les pedres voltejades, els ruscs atacats, o els pèls enganxats en escorces i filats.

## Atacs a humans
A diferència d'Amèrica del Nord, on es produeixen de mitjana dos atacs mortals anuals, Escandinàvia només té constància de tres atacs d'ossos mortals durant el darrer segle. Tanmateix, a finals del 2019, els ossos bruns van matar tres homes a Romania en poc més d’un mes.
No es coneixen en la península ibèrica casos fatals des de l'Edat Mitjana però sí que s'ha pogut constatar algun incident amb femelles amb cries i amb exemplars acorralats o espantats. En el 2008, un atac a un caçador a la Val d'Aran va suscitar una gran controvèrsia sobre la seva reintroducció al Pirineu Català.